# Lijst van rijksmonumenten in Wemeldinge
De plaats Wemeldinge telt 29 inschrijvingen in het rijksmonumentenregister. Hieronder een overzicht.
| Object                                                         | Oorspronkelijke functie?  | Bouwjaar     | Architect | Locatie                 | Coördinaten?                  | Nr.?   | Afbeelding                                                     |
| -------------------------------------------------------------- | ------------------------- | ------------ | --------- | ----------------------- | ----------------------------- | ------ | -------------------------------------------------------------- |
| Aeolus                                                         | Industrie- en poldermolen | 1868         |           | Bonzijweg 15            | 51° 30' 51" NB, 4° 0' 4" OL   | 23489  | Meer afbeeldingen                                              |
| Boerenhuis, bepleisterde gevels met schuifvensters             | Boerderij                 |              |           | Kerkweg 13              | 51° 31' 1" NB, 3° 59' 9" OL   | 23490  | Boerenhuis, bepleisterde gevels met schuifvensters             |
| Dubbel pand, voor wat betreft het linkergedeelte               | Woonhuis                  | 1759         |           | Dorpsstraat 5           | 51° 31' 0" NB, 3° 59' 20" OL  | 23491  | Meer afbeeldingen                                              |
| Huis met tuitgevel met negenruits schuifvensters               | Woonhuis                  | 18e eeuw     |           | Dorpsstraat 13          | 51° 31' 0" NB, 3° 59' 21" OL  | 23492  | Meer afbeeldingen                                              |
| Huis met zes traveeën brede lijstgevel                         | Woonhuis                  | 1787         |           | Dorpsstraat 39          | 51° 31' 1" NB, 3° 59' 27" OL  | 23493  | Huis met zes traveeën brede lijstgevel                         |
| Huis met gepleisterde langsgevel onder hoog pannendak          | Woonhuis                  |              |           | Dorpsstraat 43          | 51° 31' 1" NB, 3° 59' 28" OL  | 23495  | Meer afbeeldingen                                              |
| Dwarshuis onder pannen zadeldak                                | Woonhuis                  | 18e eeuw     |           | Dorpsstraat 51          | 51° 31' 2" NB, 3° 59' 30" OL  | 23496  | Dwarshuis onder pannen zadeldak                                |
| Dwarshuis onder pannen schilddak                               | Woonhuis                  | 1793         |           | Dorpsstraat 63          | 51° 31' 2" NB, 3° 59' 32" OL  | 23497  | Dwarshuis onder pannen schilddak                               |
| Boerderijtje met topgevel in moppen                            | Boerderij                 | 18e-19e eeuw |           | Dorpsstraat 71          | 51° 31' 2" NB, 3° 59' 35" OL  | 23498  | Meer afbeeldingen                                              |
| Huis met gepleisterde langsgevel, waardevol in het straatbeeld | Woonhuis                  | 18e-19e eeuw |           | Dorpsstraat 75          | 51° 31' 3" NB, 3° 59' 36" OL  | 23499  | Huis met gepleisterde langsgevel, waardevol in het straatbeeld |
| Dwarshuis van gele steen                                       | Woonhuis                  | 19e eeuw     |           | Dorpsstraat 38          | 51° 31' 1" NB, 3° 59' 24" OL  | 23500  | Meer afbeeldingen                                              |
| Huis met tuitgevel aan de straat                               | Woonhuis                  | 18e eeuw     |           | Dorpsstraat 40          | 51° 31' 2" NB, 3° 59' 24" OL  | 23501  | Huis met tuitgevel aan de straat                               |
| Huis met gepleisterde tuitgevel onder pannen zadeldak          | Woonhuis                  | 18e eeuw     |           | Dorpsstraat 52          | 51° 31' 2" NB, 3° 59' 26" OL  | 23502  | Huis met gepleisterde tuitgevel onder pannen zadeldak          |
| Raadhuis                                                       | Woonhuis                  | 1905         |           | Dorpsstraat bij 68      | 51° 31' 2" NB, 3° 59' 29" OL  | 23503  | Raadhuis                                                       |
| Huisje met gepleisterde langsgevel, in steentje gedateerd 1854 | Woonhuis                  | 1854         |           | Dorpsstraat 92          | 51° 31' 3" NB, 3° 59' 35" OL  | 23504  | Huisje met gepleisterde langsgevel, in steentje gedateerd 1854 |
| Huis met topgevel aan de straat                                | Woonhuis                  |              |           | Dorpsstraat 108         | 51° 31' 4" NB, 3° 59' 39" OL  | 23505  | Meer afbeeldingen                                              |
| Boerderij                                                      | Boerderij                 | 1766-1776    |           | Hoogeweg 18             | 51° 31' 2" NB, 3° 59' 10" OL  | 23506  | Boerderij                                                      |
| Hervormde kerk                                                 | Kerk en kerkonderdeel     | 14e eeuw     |           | Kerkweg 3               | 51° 30' 59" NB, 3° 59' 4" OL  | 23507  | Meer afbeeldingen                                              |
| Toren Hervormde kerk                                           | Kerk en kerkonderdeel     | 14e eeuw     |           | Kerkweg 3               | 51° 30' 59" NB, 3° 59' 3" OL  | 23508  | Meer afbeeldingen                                              |
| 't Hof Maalkote                                                | Boerderij                 | 18e-19e eeuw |           | Blauwhuisweg 2          | 51° 30' 42" NB, 3° 59' 2" OL  | 23509  | Meer afbeeldingen                                              |
| 't Hof Overwelligen                                            | Boerderij                 |              |           | Kerkweg 14              | 51° 31' 1" NB, 3° 59' 7" OL   | 23510  | Meer afbeeldingen                                              |
| Boerderij                                                      | Boerderij                 | 18e-19e eeuw |           | Schoudeeweg 1           | 51° 30' 59" NB, 4° 0' 40" OL  | 23511  | Meer afbeeldingen                                              |
| Hoeve Schoudee                                                 | Boerderij                 | 18e-19e eeuw |           | Schoudeeweg 3           | 51° 30' 58" NB, 4° 0' 41" OL  | 23512  | Meer afbeeldingen                                              |
| Stelhoeve                                                      | Boerderij                 | ca. 1750     |           | Stelhoekweg 3           | 51° 31' 28" NB, 3° 58' 56" OL | 23513  | Meer afbeeldingen                                              |
| De Hoop                                                        | Industrie- en poldermolen | 1866         |           | Westelijke Kanaalweg 55 | 51° 30' 53" NB, 4° 0' 8" OL   | 23514  | Meer afbeeldingen                                              |
| Libertas                                                       | Dienstwoning              | 1885         |           | Dorpsstraat 65          | 51° 31' 2" NB, 3° 59' 33" OL  | 508050 | Libertas                                                       |
| 't Huis Aeolus                                                 | Industrie- en poldermolen | 1874         |           | Bonzijweg 15            | 51° 30' 50" NB, 4° 0' 4" OL   | 508051 | 't Huis Aeolus                                                 |
| Plantlust                                                      | Woonhuis                  | 1884         |           | Wilhelminastraat 3      | 51° 31' 2" NB, 3° 59' 51" OL  | 508055 | Plantlust                                                      |
| Zomerhuis-bakhuis in baksteen met pannen zadeldak              | Woonhuis                  | ca. 19e eeuw |           | Zandweg 2               | 51° 27' 41" NB, 4° 0' 5" OL   | 23515  | Meer afbeeldingen                                              |